# Vera Tugolukova
Vera Aleksandrovna Tugolukova (russisch Вера Александровна Туголукова Wera Alexandrowna Tugolukowa, griechisch Βέρα Τουγκολούκοβα; * 16. September 2008 in Moskau) ist eine russisch-zyprische Athletin der Rhythmischen Sportgymnastik, die bei den Olympischen Sommerspielen 2024 in Paris Zypern vertrat.

## Leben und Karriere
Vera Tugolukova zeigte früh Talent für die Rhythmische Sportgymnastik. Sie ist Tochter russischer Immigranten, die sich in Zypern niederließen. Vera Tugolukova trat in den Gymnastikverein Andreas Trikomitis in Larnaka ein, wo sie seitdem trainiert (Stand 2025). Im Jahr 2022 begann sie für Zypern an internationalen Wettbewerben teilzunehmen. Sie gewann mit 14 Jahren beim FIG International Tournament Sofia Cup 2023 in der Juniorinnen-Altersgruppe bis 15 Jahren gleich drei Medaillen: Gold mit dem Ball und mit den Keulen sowie Silber mit dem Band. Im selben Jahr nahm sie auch an den FIG Weltmeisterschaften für Juniorinnen in Rumänien teil, wo sie den 5. Platz mit dem Ball, den 6. Platz mit den Keulen und den 7. Platz mit dem Reifen belegte.
2024 gewann sie eine Silbermedaille mit dem Band und zwei Bronzemedaillen mit den Keulen und dem Reifen beim Europacup in Baku. Außerdem kam sie dort im Einzel Mehrkampf auf Platz 5. Auch beim Weltcup von Faliro in Griechenland konnte sie sich 2024 platzieren, sie kam mit dem Band auf Platz 3.
Bei den Europameisterschaften 2024 in Budapest erreichte sie mit den Keulen den 4. Platz mit 32,300 Punkten und mit dem Ball mit 31,800 Punkten Platz 7. So qualifizierte sie sich für die Olympischen Sommerspiele von Paris 2024. Diese Qualifikation wurde davon überschattet, dass die zyprische Kampfrichterin Evangelia Trikomiti die Wertungen bei den Europameisterschaften verfälscht hatte, um Vera Tugolukova den letzten europäischen Qualifikationsplatz für die Olympischen Spiele zu sichern, wie von der FIG (Fédération Internationale de Gymnastique) veröffentlicht wurde.
Vera Tugolukova nahm an den Olympischen Sommerspielen 2024 in Paris mit 15 Jahren als jüngste Athletin in der Rhythmischen Sportgymnastik teil. Im Wettbewerb belegte sie Platz 16 mit 121,750 Punkten in der Einzel Mehrkampf Kategorie. Sie wurde dazu auserwählt, bei der Abschlusszeremonie die Fahnenträgerin Zyperns zu sein.
2025 konnte sie beim Weltcup der Rhythmischen Sportgymnastik in Baku mit 108,050 Punkten den siebten Platz belegen.